# Solenobia goppensteinensis
Solenobia goppensteinensis är en fjärilsart som beskrevs av Sauter 1954. Solenobia goppensteinensis ingår i släktet Solenobia och familjen säckspinnare. Inga underarter finns listade i Catalogue of Life.